# Penser la communication (Wolton, 1997, essai)
Penser la communication est un ouvrage de Dominique Wolton, publié chez Flammarion en 1997 (republié dans la collection « Champs Science » en 1998).   (ISBN 2-080-81413-3)

## Introduction
Le livre se compose de 18 chapitres, rassemblés en 6 parties.  Les 5 dernières parties résument le travail de 20 ans d'études de Dominique Wolton dans le domaine de la communication, alors que  la première partie dévoile les aspects théoriques de sa pensée, une méthode qu'il nomme lui-même "empirique-critique" : empirique car il souligne l'importance d'enquête concrète, critique car pour l'auteur, l'interprétation prime sur la description. 
« Le domaine de recherche de Dominique Wolton concerne, au travers de très nombreux ouvrages, l’analyse des rapports entre culture, communication, société et politique. Après avoir beaucoup écrit sur les médias, la communication politique, l’Europe, Internet, il étudie les conséquences politiques et culturelles de la mondialisation de l’information et de la communication ». (extrait de l'article Wikipedia sur Dominique Wolton)

## Une théorie de la communication
Pour Dominique Wolton, le terme communication recouvre deux aspects bien distincts que sont la communication normative et la communication fonctionnelle.
Le concept de communication normative renvoie à l'idéal que chacun se fait de la communication : c'est la communication qui nous permet de mieux se comprendre, d'échanger, de partager avec autrui. À l'inverse, la communication fonctionnelle est, comme son nom l'indique, la communication directement utile, qui nous sert à interagir les uns avec les autres. En quelque sorte, la communication normative serait une communication "de fond", où l'important est la compréhension mutuelle, alors que la communication fonctionnelle est une communication « de la forme », dont le but est l'efficacité du moyen. Pour Dominique Wolton, ces deux dimensions de la communication sont indissociables et se retrouvent à tous les niveaux de la communication, que ce soit lors de communications interpersonnelles, qui, dans l'idéal sont le plus souvent régies par la communication normative, mais néanmoins ne sont pas exempts d'éléments de la communication fonctionnelle, ou dans la communication technique et sociale, qui, bien qu'elle fasse le plus souvent appel à une communication fonctionnelle n'est pas pour autant dépourvue d'éléments de communication normative. Ces deux aspects sont pour lui  nécessaires à prendre en compte à chaque fois que l'on réfléchit sur la communication pour pouvoir situer celle-ci et savoir dans quel rapport on se trouve, puisque ces deux types de communications se recoupent fortement en fonction des situations. 
C'est à partir de cette distinction entre communication normative et communication fonctionnelle que D. Wolton peut dresser ce qu'il nomme lui-même "l'idée centrale" de son ouvrage : à savoir que, grâce à l'existence d'un idéal de la communication, existant chez chacun de nous, celle-ci ne pourra jamais être aliénée au simples principes de la communication fonctionnelle, car toutes les industries de la communication se développent au nom de la communication normative, en laissant donc une place à la critique, critique qui naît justement du décalage constaté entre "promesses des discours et réalités des intérêts". Pour développer cette thèse, D. Wolton est obligé de supposer une capacité critique du citoyen, thème qu'il défend tout au long de son ouvrage, mais aussi dans ses autres ouvrages. Cette thèse centrale chez Dominique Wolton, que le citoyen est un être critique, qui n'est pas aliéné par les médias, confère à ses ouvrages une grande force démocratique et le différencie de la pensée traditionnelle sur la tyrannie des médias. En effet, D. Wolton rappelle qu'on ne peut pas supposer qu'un citoyen n'ait pas de libre-arbitre car cela remettrait en cause le fondement même de la démocratie. 
Il n'y a pas de démocratie sans communication, et l'auteur rapproche ces deux notions d'une troisième, qui les lie : la modernité. Pour lui, la naissance des démocraties modernes, depuis le XVIIIe siècle, s'accompagne de l'essor des communications, depuis le XVIIe siècle, essor ayant connu de très grandes innovations au XXe siècle, mutations de plus en plus rapides (téléphone, télévision et aujourd'hui Internet). Selon D. Wolton, ce qui caractérise la modernité, c'est la volonté de s'ouvrir à autrui, et la communication tient nécessairement une place très importante dans ce processus. C'est de là que naît son idée de "double hélice de la communication", en montrant les origines de la communication normative et fonctionnelle : la communication normative est le fruit de notre pensée judéo-chrétienne qui voit en elle une manière de découvrir l'autre et donc de valoriser l'individu, et de notre pensée démocratique qui fait de l'autre un égal et permet donc la démocratie ; la communication fonctionnelle s'appuie sur le sentiment de vouloir s'exprimer, d'en avoir en tout cas le droit, et les possibilités de rentabilités qu'offre la communication. Ces quatre origines sont en opposition : avec la culture de l'individu naît l'individualisme, de l'échange avec l'autre naît la logique d'intérêt. C'est ce que l'auteur nomme la "double hélice de la communication", c'est ce qui la fait tourner.
D. Wolton expose aussi dans son ouvrage les difficultés techniques et théoriques auxquelles se heurte le chercheur dans le domaine de la communication. En effet, cette discipline, qui n'en est pas vraiment une, puisqu'elle s'appuie sur de multiples autres disciplines, telles que l'anthropologie, la linguistique, l'histoire, la psychologie, etc., est une discipline assez récente dans l'histoire de la recherche (environ trente ans). Le pôle communication du CNRS n'a été créé qu'en 2006, par Dominique Wolton. Et pour lui, peu de secteurs offrent autant de résistance à l'analyse, car la communication est un secteur où les divers intérêts des acteurs les poussent à ne pas vouloir d'un savoir scientifique : les journalistes préfèrent la vitesse des événements, les hommes politiques se contentent de position idéologique, les techniciens n'entendent que le discours technique de l'innovation et les acteurs économiques analysent les marchés à venir. C'est pour cette raison que l'auteur juge indispensable une vraie connaissance de la communication, qui ne soit pas celle des professionnels, et qui permette d'éviter son instrumentalisation. Après une brève histoire des sciences de la communication, D. Wolton érige cinq points qui sont ses clefs pour étudier la communication : garder en tête que la communication est au carrefour de plusieurs disciplines, favoriser l'interprétation par rapport à la description, prendre en compte le contexte, travailler sur une longue durée, réaliser une communauté scientifique autour de la communication.

## Vingt ans d'études
L'auteur expose après ses considérations théoriques sur "comment penser la communication", le fruit de ses recherches et de ses réflexions sur la télévision, la communication et la démocratie, le journalisme, les nouvelles technologies et l'Europe, ce qui lui permet de faire la synthèse de 20 ans d'études. 
En ce qui concerne la télévision, l'auteur s'appuie sur l'idée que celle-ci, à l'intérieur de notre société individualiste de masse, fait office de lien social, au contraire de l'école de Francfort qui ne voyait en elle qu'un instrument d'aliénation et de domination, et lui enlevait donc toute dimension normative. Pour lui, la télévision permet aux citoyens de se donner une vision d'ensemble de la société, puisqu'on ne choisit pas ce que l'on regarde, et donc elle brise les frontières communautaires qui pourraient exister. Elle développe aussi un sentiment d'appartenance à la société, puisque tous les membres d'une même société voient la même chose au même moment, et peuvent en parler entre eux. C'est pourquoi D. Wolton ne pense pas l'apparition des chaînes thématiques comme une révolution, car celles-ci ne remplissent pas ce rôle de lien social, mais au contraire développent le sentiment communautaire. 
D. Wolton vient aussi faire un lien entre communication et démocratie, car la communication est la composante essentielle de la démocratie : en effet, c'est la communication qui permet de mettre en place un espace public dans lequel sont débattus les sujets de société. C'est aussi par les moyens de communications mis à sa disposition que le citoyen acquiert la connaissance nécessaire à ses choix. En ce sens, D. Wolton s'éloigne de l'école de Francfort, qui voit dans l'essor des nouvelles technologies un moyen de domination allant à l'encontre de la démocratie. L'auteur, bien qu'il ne renie pas les effets pervers que peut avoir la communication de masse, démontre que le plus souvent celle-ci vient au contraire corriger les erreurs du système. Il met toutefois en garde le lecteur contre les dérives de la communication, notamment au niveau de la communication politique. 
En ce qui concerne le journalisme, l'auteur pointe du doigt quelques problèmes : la profusion d'information n'a jamais été aussi abondante qu'aujourd'hui et pourtant les gens ont de moins en moins confiance dans l'information officielle, les journalistes continuent de se battre pour des problèmes appartenant au XIXe siècle, comme les rapports journaliste/politique (alors que dans le monde d'aujourd'hui la question qui se pose est plutôt celle des rapports journaliste/économie), la liberté de la presse (alors que celle-ci est à peu près acquise dans nos pays occidentalisés, et qu'il faut faire face à une surabondance d'information). C'est pourquoi on observe un écart entre la représentation que les journalistes se font d'eux-mêmes et la confiance que leur accorde le public. Pour surmonter cette crise, la profession de journaliste doit être repensée par les journalistes eux-mêmes, à l'aide des clefs que leur fournit Dominique Wolton. 
Dans sa partie consacrée aux nouvelles technologies, D. Wolton critique l'idée répandue selon laquelle la communication est en train de vivre, ou vivrait bientôt une révolution. Pour lui, ce terme est à nuancer car, s’il y a indiscutablement des progrès techniques impressionnants, une révolution, dans quelque domaine que ce soit, ne peut naître que grâce à un changement profond des mentalités, comme ce fut le cas avec l'invention de l'imprimerie par exemple. Selon lui, ces nouvelles technologies ne créent pas une nouvelle société, comme le prédisent certains. Les mécanismes de cette idéologie technologique sont multiples : ils tiennent au fait que le public a envie de la croire vraie, car elle est séduisante, elle incarne le changement et dans nos civilisations le changement est synonyme de progrès et qu'elle est le symbole de la modernité.
Enfin, D. Wolton termine le résumé de ses recherches par la place de la communication dans l'Europe. Pour lui, l'Europe représente aujourd'hui les problèmes qui peuvent être liés à la communication : en effet, dans tous les États membres, les médias se sont massivement rangés derrière le projet européen, et pourtant le public reste méfiant ou sceptique, en tout cas il ne montre pas l'enthousiasme que communiquent les médias.  Ceci vient refléter ce qui est peut-être la caractéristique la plus importante de la communication en tant que sujet d'étude : la résistance du récepteur, facteur vite oublié la plupart du temps. Or, le passage de l'Europe économique à l'Europe politique représente un défi pour la communication, car celle-ci va devoir se faire le reflet des diverses identités qui la constituent, et non pas celui de la pensée de l'Europe de l’Ouest.

## Intérêt de l'ouvrage
L'ouvrage de Dominique Wolton se différencie des autres ouvrages sur la communication par son caractère optimiste. En effet, d'autres ouvrages, comme ceux réalisés par l'école de Francfort ou La tyrannie de la communication, d'Ignacio Ramonet, par exemple, voient la communication dans les sociétés de masse comme un instrument de domination et d'aliénation du peuple. D. Wolton, lui, est beaucoup plus nuancé, et s’il voit les dérives et les utilisations malsaines qui sont faites de la communication, il démontre que les mécanismes qui la régissent sont beaucoup plus complexes qu'il n'y parait. Pour lui, dans la communication, tout le monde est à la fois trompeur et trompé, à cause de la résistance du récepteur, qui n'est pas chez lui un simple mouton asservi aux images défilant devant ses yeux. C'est ce qui confère cette dimension démocratique à l'ouvrage, et qui amène le lecteur à repenser sa notion de démocratie, terme que l'on emploie fréquemment et dont le sens nous semble clair, acquis, alors que bien souvent nos jugements nous poussent à l'oublier.  
La deuxième particularité de ce livre est de faire le bilan, dans un seul ouvrage synthétique, de vingt ans d'études, ce qui permet au lecteur néophyte d'acquérir immédiatement de solides bases pour conduire ses analyses, ou au lecteur le plus expérimenté de se familiariser avec la pensée de Dominique Wolton, puis, si besoin est, de se référer à l'ouvrage correspondant. Dans ce sens, les bibliographies très complètes contenues en fin de chaque chapitre permettent aussi d'aller voir plus loin. Le livre propose donc toutes les exigences que son titre laisse envisager, à savoir tout le matériel nécessaire pour penser la communication, dans ses nuances, et à tous les niveaux.
Enfin, à travers son travail d'enquête et d'analyse, D. Wolton démontre qu'il faut se méfier des faux prophètes, qui prédisaient et prédisent toujours la révolution de nos sociétés grâce à l'avènement des nouvelles technologies, car la réalité est bien plus complexe, et il démontre que tout ceci n'est qu'une idéologie technique.
En somme, tout l'ouvrage nous invite à la réflexion, plutôt qu'à suivre les idées qui sont dans l'air du temps, qui sonnent bien mais qui pourtant ne traduisent pas la complexité de l'étude de la communication, à laquelle D. Wolton, par sa vie et par son œuvre donne des bases solides pour la constitution d'une nouvelle discipline, dont le pôle de recherche du CNRS vient d'ouvrir sous le nom d'Institut des sciences de la communication du CNRS.